# بلنيتسا زدري

شعار مدينة بلنيتسة زدر

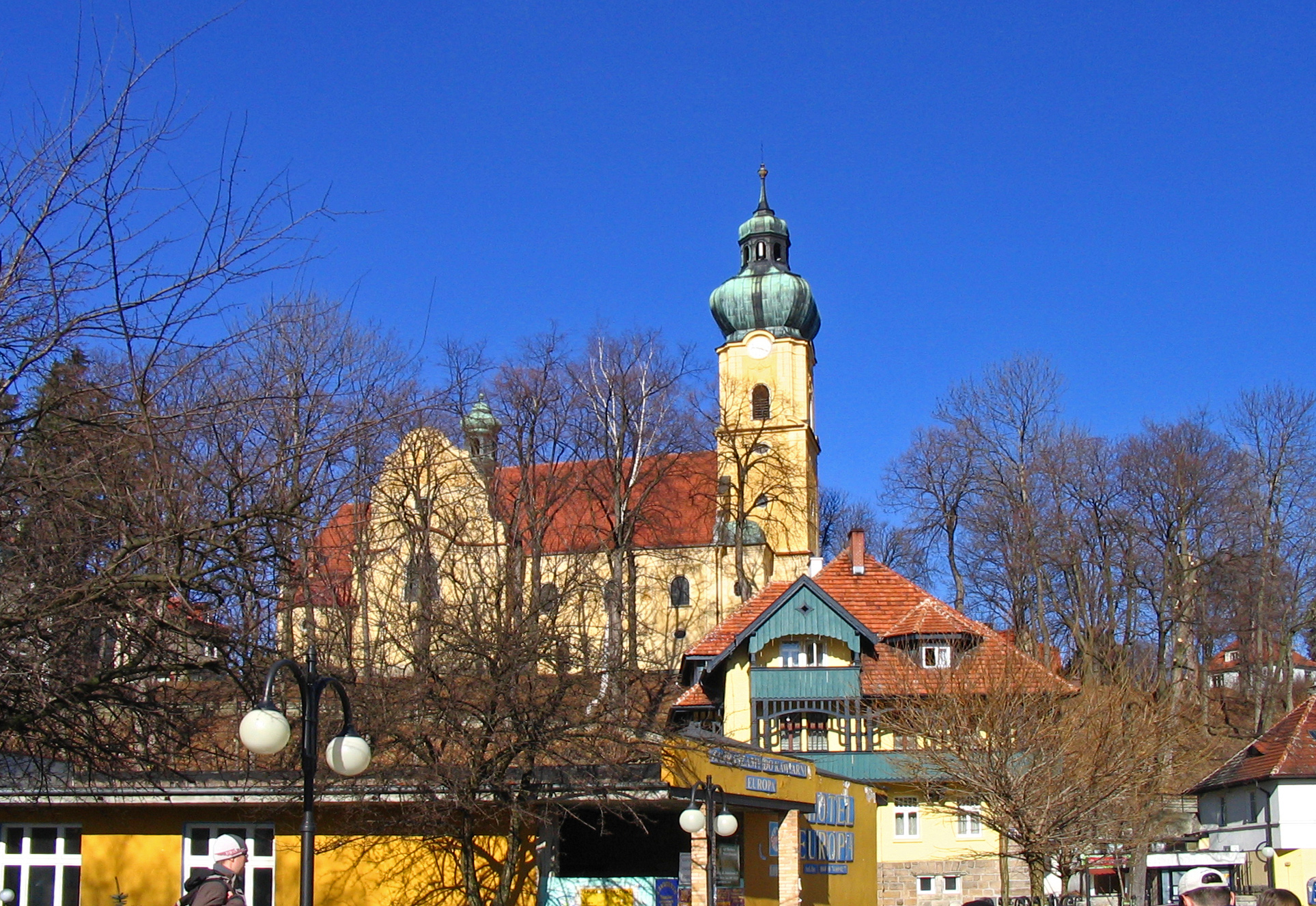
وسط مدينة بلنيتسة زدر

بُلَنِيتْسَا زْدْرُيْ أو بُلَنِيتِسَة زُدُر (بالبولندية: Polanica-Zdrój، حيث Zdrój زْدْرُيْ تعني الحمة، بالألمانية: Altheide-Bad أو Bad Altheide، بالتشيكية: Starý Bor) مدينة تقع بمقاطعة كودزك بمحافظة سيلزيا السفلى بجنوب غربي بولندا. تبعد 89 كم جنوب غرب مدينة فروتسواف، عاصمة المحافظة. بلغ عدد سكانها 6.891 نسمة عام 2008.

## توأمة
لبلنيتسا زدري اتفاقيات توأمة مع:
- تلغته

## أعلام
- زبينغييف كيكا